# Elleanthus bonplandii
Elleanthus bonplandii är en orkidéart som först beskrevs av Heinrich Gustav Reichenbach, och fick sitt nu gällande namn av Heinrich Gustav Reichenbach. Elleanthus bonplandii ingår i släktet Elleanthus och familjen orkidéer.
Artens utbredningsområde är Peru. Inga underarter finns listade i Catalogue of Life.